# Terrerola asiàtica
La terrerola asiàtica (Alaudala cheleensis) és una espècie d'ocell de la família dels alàudids (Alaudidae) que habita estepes i deserts d'Àsia meridional, a Turkmenistan, est del Kazakhstan, oest i nord de la Xina, Mongòlia, sud de Sibèria i nord-est del Tibet.